# Maligne

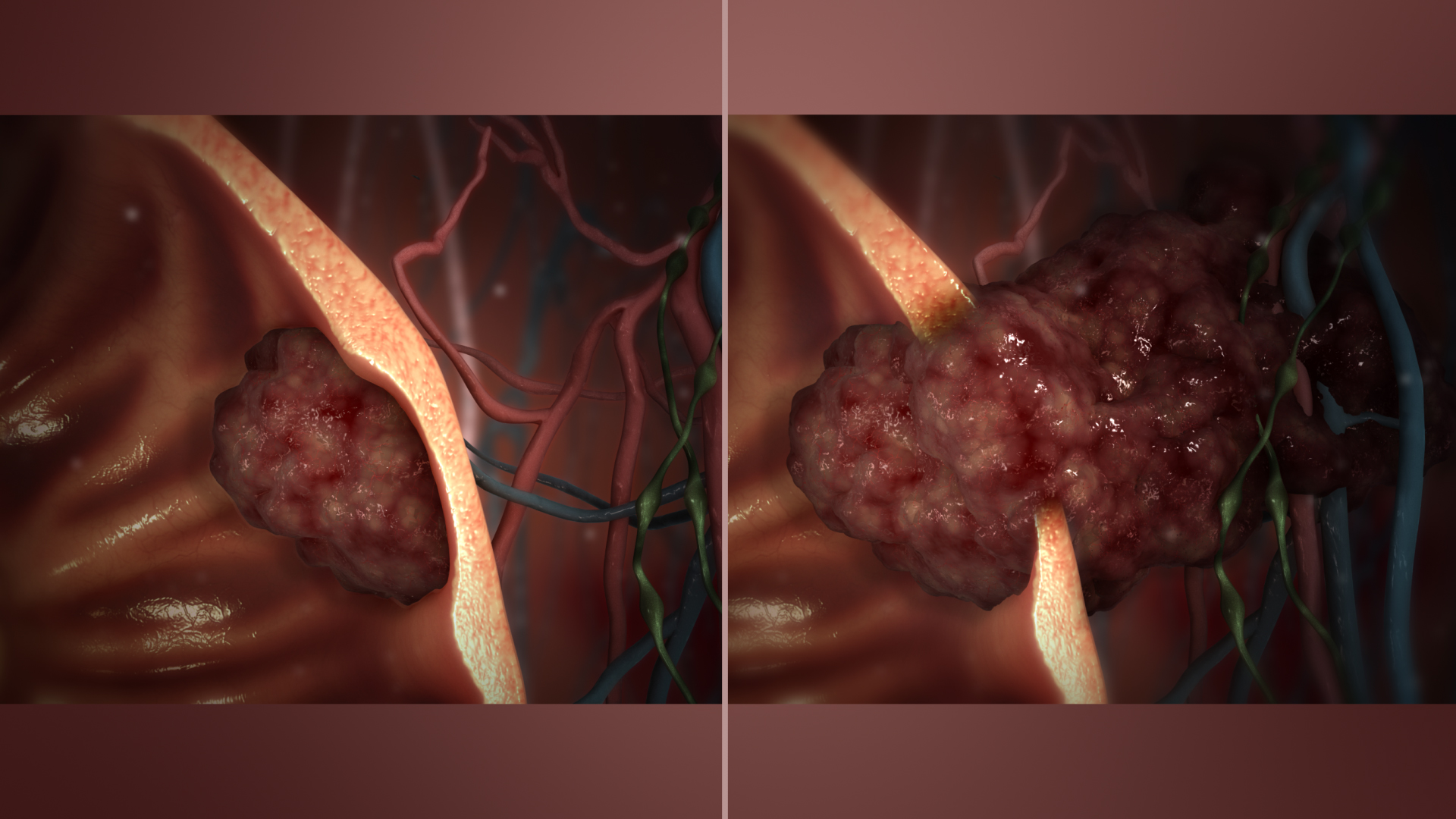
De kwaadaardige tumor (R) verspreidt zich ongecontroleerd en dringt het omringende weefsel binnen, in tegenstelling tot de goedaardige tumor (L), die gesloten blijft voor het aangrenzende weefsel

Maligne (Latijn: malignus, kwaadaardig) is een aandoening die neiging heeft om een organisme te doden.
Bij diverse vormen van kanker geldt dat een gevonden tumorsoort de neiging heeft om uit te zaaien. Deze metastasen verspreiden zich door het lichaam en verdringen de natuurlijke, oorspronkelijk bestaande structuur.
Kwaadaardige cellen onderscheiden zich door:
- hun snelle celvermeerdering in vergelijking met goedaardige (benigne) cellen,
- hun infiltratieve groeiwijze: zij dringen de omringende weefsels binnen, waarna zij zich via bloed, lymfe of andere wegen door het lichaam verspreiden,
- het feit dat bij sommige vormen van kanker de cellen wel in hun werkzaamheid veranderen, maar niet qua vorm en bouw, zie morfologie (biologie). Daardoor zijn zij in hun uiterlijke verschijning soms niet direct als kankercel herkenbaar.